# Ugo Carrega
Ugo Carrega (Genova, 17 agosto 1935 – Milano, 7 ottobre 2014) è stato un artista e poeta italiano.
Carrega è stato uno dei principali esponenti della poesia visiva, sebbene egli prediligesse il termine di "Nuova Scrittura", ovvero una scrittura sperimentale che associa segni di estrazione diversi. Carrega è stato attivo soprattutto a Milano, dove ha fondato i centri culturali Centro Suolo (1969), Centro Tool (1971), Mercato del Sale (1974) ed Euforia Costante (1993). È stato inoltre fondatore e direttore delle riviste Tool (1965), Bollettino Tool (1968), aaa (1969) e Bollettino da dentro (1972).

## Biografia

### La gioventù
Carrega nasce a Genova, nel quartiere Pegli, il 17 agosto 1935. Il padre Lelio è comandante di navi, la madre Maria Teresa Repetti è casalinga. Carrega studia al liceo dei padri scolopi a Cornigliano, e poi in alcuni istituti privati, senza diplomarsi. Nel 1955 su insistenza dei genitori si trasferisce a Liverpool per imparare il mestiere di raccomandatario marittimo, e impara la lingua inglese. L'anno seguente torna in Italia e lavora come agente marittimo, poi dal 1963 come traduttore per diverse case editrici. Fin da piccolo scrive poesie, e già nel 1952 le raccoglie sotto il titolo Verde la casa. La seconda raccolta, del 1955, è intitolata Per il cielo di Fiandra. Inizialmente si ispira a Gabriele D'Annunzio, Ceccardo Roccatagliata Ceccardi, Dino Campana e Camillo Sbarbaro, ma dopo aver scoperto James Joyce, Ezra Pound, T.S. Eliot. E.E. Cummings e Charles Olson inizia a sperimentare nuove forme linguistiche fondate sull'ampliamento dell’estensione semantica della parola. Contemporaneamente scopre che la parola è carica di una propria materialità segnico-grafica che concorre pienamente al suo significato.
Nel 1958 Carrega inizia a collaborare con Martino Oberto, con il quale matura la sua prima formazione di artista verbovisuale. Nel 1963 diviene redattore della rivista Ana eccetera, diretta da Oberto e dalla moglie Anna Bontempi. Nel 1965 pubblica all'interno della rivista il fascicolo di "analisi grafica del linguaggio" Rapporto tra il poeta e il suo lavoro, vero e proprio programma teorico dove trovano ampia articolazione le sue idee. Da posizioni ancora letterarie, Carrega si propone di fondare un nuovo linguaggio grazie all’integrazione della scrittura alfabetica con elementi grafici di diversa natura. Caposaldo del lavoro dell’artista verbovisuale è la pagina scritta intesa come “strumento-in-sé-d’espressione”. Gli elementi costitutivi della pagina sono l’elemento verbale e l’elemento grafico, che costituiscono rispettivamente il “rapporto tecnico” e il “rapporto esseriale” che è legato all’energia dell’organizzazione della pagina scritta.

### Tool: quaderni di scrittura simbiotica
Sulla scorta dell’esperienza di Ana eccetera, Carrega fonda nel 1965 la rivista Tool insieme a Rodolfo Vitone, Lino Matti, Vincenzo Accame, Rolando Mignani e Liliana Landi. Tool si occupa, come Ana eccetera, dell’allargamento dell’area della scrittura attraverso un’analisi e una ristrutturazione dei linguaggi, ma con un taglio più pratico. La rivista, vero e proprio progetto editoriale, il cui nome fa riferimento allo strumento del poeta, è costituita da sei quaderni in cui l’uso del ciclostile è dettato dalla volontà di dare immediato risalto ai segni grafici. In Tool troverà una concreta elaborazione la "scrittura simbiotica", ovvero una forma di poesia sperimentale in cui agiscono in modo paritetico segni di diversa natura. Partendo dall’idea della "Pagina Globale", luogo ideale dove la scrittura si arricchisce di espressioni e segni grafici, Carrega arriva alla definizione di scrittura simbiotica che visualizza non più l’interazione, ma la vera e propria simbiosi tra i segni verbali e quelli grafici.
All’interno, l’autore enuncia le sei categorie concettuali dell’espressione grafica e verbale che si combinano liberamente nello spazio della pagina bianca: elemento fonetico, elemento preposizionale, lettering, segno grafico, forma, colore. Il lavoro di Carrega trova originali combinazioni tra le parole, il supporto scrittorio e la contaminazione con altri elementi materici da cui scaturiscono sperimentazioni innovative quali: le carte trasparenti, i poemobili, le carte arronsignite, le torte-sassi, le sbrinciate, i permutatori verbali, ecc. Dal 1967 la scrittura simbiotica sarà chiamata “Nuova Scrittura”, necessaria secondo l’artista “per allargare il campo di azione a spazi di ricerca divenuti sempre più ampi”, ma diverrà operativa solo nel 1974. Di un anno più tardi è il manifesto di Nuova Scrittura firmato con Vincenzo Accame, Martino e Anna Oberto, Corrado D’Ottavi, Rolando Mignani, Liliana Landi e Vincenzo Ferrari.

### I centri di ricerca e le altre riviste
Nel 1966 Carrega si trasferisce a Milano, crocevia artistico delle ricerche verbovisuali. Nel 1969 fonda e dirige il Centro Suolo, centro per la ricerca e la diffusione della poesia avanzata, insieme ad Antonio Agriesti, Alfonso Galasso, Giustino Gasbarri, Tomaso Kemeny e Raffaele Perrotta. Il centro, sito in via Morgagni 35 a Milano, si occupa di stimolare e di promuovere le ricerche sulla poesia attraverso l’attività espositiva. Al Centro Suolo, Carrega organizza la Mostra Internazionale di Poesia Avanzata. Il centro cessa l’attività pochi mesi dopo. Nel maggio del 1970 espone per la prima volta i suoi lavori nella Galleria di Arturo Schwarz a Milano e da quel momento abbandona l’attività di traduttore per occuparsi a tempo pieno del proprio lavoro e della promozione di quello dei suoi amici artisti visuali. Dalla fine degli anni sessanta accanto all’attività di artista e teorico, affiancherà con successo quella di promotore culturale e di organizzatore di mostre, con la fondazione di centri culturali dedicati alle ricerche verbovisuali.
(Ugo Carrega, 1968)
Nell'aprile 1968 Carrega affianca all'esperienza di Tool la pubblicazione di Bollettino Tool, rivista aperiodica che raccoglie notizie e campioni di poesia avanzata provenienti dall'Italia e dall'estero, tra cui opere di Vincenzo Accame, Mirella Bentivoglio, Gianni Bertini, Henri Chopin, Ian Hamilton Finlay, Eugen Gomringer, Anselm Hollo, Emilio Isgrò, Marcello Landi, Ugo Locatelli, Arrigo Lora Totino, Stelio Maria Martini, Eugenio Miccini, Magdalo Mussio, Sarenco, Franco Vaccari e Ben Vautier. Nel febbraio 1969 carrega fonda insieme a Mario Diacono la rivista aaa, che esce in tre fascicoli e cessa le pubblicazioni nel giugno dello stesso anno. La rivista porta avanti il lavoro di Tool, pubblicando documenti di poesia visiva, concreta e totale con contributi di Vincenzo Accame, Luciano Caruso, Carlfriedrich Claus, Hans Clavin, Davanzo & Gunzberg, Antonio Dias, Jean Françoise Dillon, Jan Hamilton Finlay, Stelio Maria Martini, Rolando Mignani, Jean Claude Moineau, Ito Motoyuki, Hidetoshi Nagasawa, Joel Rabinowitz, Giose Rimanelli, Shohachiro Takahashi, e infine Emilio Villa, che dalla fine degli anni sessanta diviene per Carrega una sorta di "padre spirituale".
Nel gennaio 1971 Carrega fonda e dirige un nuovo spazio espositivo: il Centro Tool, ubicato in via Borgonuovo 20 a Milano, che si occupa di proseguire e pubblicare le ricerche sulla poesia intraprese dal Centro Suolo. Il centro continua l’attività fino al gennaio 1972 dopo aver organizzato ventuno mostre di poesia visuale. Nel febbraio dello stesso anno Carrega fonda la rivista Bollettino da dentro, in cui raccoglie i resoconti della propria opera. A ottobre, con l’aiuto di Vincenzo Ferrari, riapre il Centro Tool, la cui attività viene rivolta a inchieste e mostre. Nel giugno 1973 il centro chiude l’attività con una mostra-inchiesta distinta in tre fasi: Cards from the world, Bodies e Moments. Nello stesso anno crea con Vincenzo Ferrari e Claudio Salocchi il Centro di ricerca non finalizzata.
(Ugo Carrega, 1974)
Nell'aprile del 1974 Carrega apre la nuova galleria del “Mercato del Sale”, la cui attività è dedicata al concetto di Nuova Scrittura. Il nome è un omaggio a Marcel Duchamp, chiamato Marchand du Sel da Robert Desnos nel 1921, come rivela lo stesso Carrega nel Libro errante scritto nel 1988 con Vincenzo Ferrari. La galleria, sita dapprima in via Borgonuovo 20, dal 1980 viene trasferita in via Orti 16 e nel corso degli anni ospita più di duecento eventi. Sono importantissime in particolare le mostre Raccolta italiana di Nuova Scrittura (1977) e SCRITTURA ATTIVA. Processi artistici di scrittura in dodici dimostrazioni ESpositive (1979–1980). Nel 1982 Carrega sostiene l’"Artescrittura” redigendo un manifesto firmato da Vincenzo Ferrari, Luca Patella e Magdalo Mussio. Nel 1986 collabora con Sarenco, Eugenio Miccini, Lamberto Pignotti e Stelio Maria Martini per la rifondazione della poesia visiva. Nel 1993 fonda il centro Euforia Costante, denominazione che riprende ancora in omaggio a Marcel Duchamp; la nuova esperienza si concluderà l’anno successivo, dopo aver realizzato, tra le altre, un’esposizione sull’opera di Nanni Balestrini.

### L'Archivio di Nuova Scrittura
Nel 1988 Paolo Della Grazia, collezionista di opere delle avanguardie verbovisuali fin dagli anni sessanta, fonda con l’ausilio di Carrega l’Archivio di Nuova Scrittura (ANS). L'ANS raccoglierà l'esperienza della galleria del Mercato del Sale, occupandone la stessa sede di via Orti 16. Il Centro di documentazione e la biblioteca dell’ANS verranno potenziati e attualmente costituiscono un eccezionale serbatoio di conoscenza sull’esperienza artistica verbovisuale nazionale ed internazionale. A partire dal 2000 il patrimonio documentario dell'ANS, comprendente anche l'archivio dello stesso Carrega, è depositato presso l'Archivio del '900 del Museo d'arte moderna e contemporanea di Trento e Rovereto, mentre le opere d'arte sono invece conservate in massima parte presso il Museion di Bolzano. Nel 2013 l'Archivio ha intrapreso il progetto Verbo Visuale Virtuale, in collaborazione con la Fondazione Bruno Kessler, allo scopo di costituire una piattaforma digitale dell'arte verbo-visuale. Questo progetto, tuttora in corso, è stato oggetto di un generoso finanziamento della Fondazione CARITRO (Trento).

## Scritti
Le fonti dei dati sono il catalogo Poesia visiva: 5 maestri e il testo Libri d'artista in Italia: 1960–1998, sono stati esclusi i libri d'artista in esemplare unico.
- èini, in proprio, Genova, 1958
- Relativiste sketches, Genova, 1960
- Rapporto tra il poeta e il suo lavoro, Genova, Edizioni AE, 1965
- Love never keeps still, Milano, 1967
- Wordrips, Milano, 1967
- Mikrokosmos, Milano, 1968
- M(a)terie (m(a)terials), Milano, Schwarz, 1969
- Per il Karnhoval in Villa, Milano, 1969
- Poemi per azione, Roma, Lerici Editore, 1969 Copia digitale
- Processo biologico, Milano, 1969
- Sequenza verbale su di una cosa, Milano, 1969
- Manifesto vetro, Stoccarda, Galerie Senatore, 1970
- Quasi per caso (Tavole di scrittura materica), Stoccarda, Galerie Senatore, 1970
- Teoria del segno grafico come cosa, Brescia, Amodulo, 1970
- The ness is the nest ce pas?, Milano, Schwarz, 1970
- Progetto numero dodici, Genova, Galleria Pourquoi pas?, 1971
- Le 7 porte, Milano, 1972
- Una proposizione affermativa, Milano, Galleria Blu, 1972
- Intorno all'idea di soglia, Genova, Masnata, 1973

- La frase meccanica, Milano, 1973
- Segni in uso. Esercizi del verbale, Seregno, 1973 Copia digitale
- Attorno O Emme (e per analogia etc.), Milano, Mercato del Sale, 1974
- La Nuova Scrittura, Milano, Il Mercante d'Arte, 1974
- C'è il tempo, Milano, Mercato del Sale, 1975
- Marcel Duchamp: un nuovo mondo, Milano, Mercato del Sale, 1976
- La porta ap(o)erta, Macerata, La Nuova Foglio, 1976 Copia digitale
- La materia del significato, Macerata, La Nuova Foglio, 1976 Copia digitale
- Scrittura attiva, Bologna, Zanichelli, 1980
- Confortato dalla mente, Roma, Le Parole Gelate Editore, 1982
- Il corpo ricongiunto della scrittura, Milano, in Estra n°8, 1983
- Commentario, Napoli, Morra Editore, 1985
- Many shadows of green, Napoli, Morra Editore, 1986
- L'imperio dei sensi, Milano, Mercato del Sale Edizioni Rare, 1987
- Il libro errante, Milano, Mercato del Sale Edizioni Rare, 1988
- Il grande bianco, Napoli, Morra Editore, 1988
- Dalla mente in poi. Dunque..., Illasi, Laser edizioni, 1989 Copia digitale
- MeditAzioni, Milano, Mercato del Sale, 1989
- Change readings, Milano, Ixidem, 1994
- Liriche logiche, Verona, Parise Editore, 1995
- Riflessi della mente, Milano, in proprio, 2009 Copia digitale
- Miktam, Brescia, Fondazione Berardelli, 2010

## Opere principali
- Appunti sul vivere, 1958
- Circumvolizione, 1959
- Encefalitica, 1960
- Dattiloscritto, 1960
- Èvoe, 1960
- Relativiste sketches, 1960
- Descrizione, 1962
- Il culto della gioia e del ritmo, 1962
- Appunti verbografici, 1962
- Flamin, 1962
- Vortex, 1962
- Il punto mobile, 1963
- Babebismi, 1963
- L'angolo del rosso, 1963
- Little wood, 1964
- Esotica, 1965
- Manità, 1965
- Dynamon, 1967
- Love never keeps still, 1967
- Proposizione 138-137, 1967
- Genesis, 1967
- Tautologia, 1967
- Cosmo, 1967
- Quotidiano, 1968
- Mikrokosmos, 1968
- Giardino giapponese, 1968
- Piccola Liguria, 1968
- Life, sweat life, 1968
- Manità, 1968
- La manità trasparente, 1968
- Ergo magma, 1968
- A forma di macchia, 1968
- Coitarium bicuspide, 1968

- Testo mobile, 1969
- M(a)terie, 1969
- Haiku matematico della mente nel lago, 1969
- Is a ness the nest ce pas, 1969
- Sasso, oh sasso, 1969
- Sequenza verbale su di una cosa, 1969
- Analisi della parola forma, 1969
- Alfabeto reale, 1970
- Il pozzo di vetro, 1970
- Clouds & love, 1970
- Handprint, 1970
- Orpo, 1970
- Libro di lettura, 1970
- Verbosculture, 1971
- Col martello crollano gli scudi, 1971
- Metafora arancio, 1971
- Scherzo erotico, 1972
- La ferita, 1972
- Alcune cose sparse per terra, 1973
- La porta aperta, 1973
- Qual-cosa sulla carta, 1973
- Metafora, 1973
- Allo stato delle cose, 1974
- Abbiamo incominciato, 1974
- Semplice presenza, 1974
- La pagina come scrittura, 1974
- Mitografia, primo gesto, 1974
- Teoria della pagina elementare, 1974
- Assioma di estensione, 1974
- No words, 1974
- Van Gogh, 1975
- L'A, 1975

- Nuova vita, 1975
- Caos, 1975
- Idee perdute, 1976
- Macchiando, 1976
- Il cerchio è fatto a mano e dunque imperfetto, 1977
- Sabbia, 1979
- Caffè amaro, 1979
- Non c'è niente da dire, 1984
- Mai, 1987
- Intemporion, 1988
- Per la metamorfosi di K, 1989
- Essendo Dio, 1989
- Le torte, 1990
- Esiziale, 1991
- E lì comincia il rosso, 1992
- È come se non fosse, 1994
- Così caro, così amato, così lontano, 1996
- La violenza interferisce col pensiero, 1996
- Un pezzo di muro celeste, 1997
- La forma generale delle cose, 1998
- Il bianco, il tempo, la mente, 1999
- Attorno alla morte, 1999
- Lo stato della forma, 1999
- L'abisso, 1999
- Grammaticaverbovisivaelementare, 2002
- No more chance, 2002
- It, 2002
- Tutto ciò che c'è è, 2002
- Decadenza e fine, 2003
- Serve a..., 2004
- Cosmo secondo Carrega, 2005
- Dire l'indispensabile, 2005
- Dal caso in poi, 2007

## Esposizioni personali
La fonte dei dati è il catalogo Poesia visiva: 5 maestri.
- 1967: Galleria Le Voilà, Verona
- 1968: Sezione Terralba del PCI, Genova
- 1969: Galerie im Uptownjazzsaloon, Innsbruck
- 1970: Galleria La Comune, Brescia
- 1970: Galleria Schwarz, Milano
- 1970: Galerie Senatore, Stoccarda
- 1971: Galerie Reckermann, Colonia
- 1971: Galleria Pourqoi pas?, Genova
- 1971: Galleria d'Arte Contemporanea, Gaeta
- 1972: Galleria Blu, Milano
- 1973: Galleria Oggetto, Caserta
- 1973: Galleria La Bertesca, Genova
- 1973: Galleria San Rocco, Seregno
- 1973: Galleria Veste Sagrada, Rio de Janeiro
- 1973: Galleria Pilota, Milano
- 1974: Mercato del Sale, Milano
- 1974: Visual Art Center, Napoli
- 1975: Galleria Il Canale, Venezia

- 1975: Galleria d'Arte Moderna, Gaeta
- 1975: Galleria Spazio Arte, Roma
- 1976: Mercato del Sale, Milano
- 1978: Mercato del Sale, Milano
- 1978: Galerie B14, Stoccarda
- 1978: Collegio Cairoli, Pavia
- 1978: Studio D'Ars, Milano
- 1978: Studio Marconi, Milano
- 1979: Studio Santandrea, Milano
- 1980: Galleria Multimedia, Brescia
- 1980: Mercato del Sale, Milano
- 1981: Galleria Taide, Salerno
- 1982: Mercato del Sale, Milano
- 1984: Studio Bassanese, Trieste
- 1984: Mercato del Sale, Milano
- 1985: Studio Morra, Napoli
- 1985: Mercato del Sale, Milano
- 1986: Mercato del Sale, Milano

- 1987: Galleria Unimedia, Genova
- 1988: Mercato del Sale, Milano
- 1989: Studio Morra, Napoli
- 1992: Galleria Unimedia, Genova
- 1993: Biennale di Venezia
- 1993: Studio XXV, Milano
- 1994: Galleria Silvano Lodi Jr., Milano
- 1994: Galleria dell'Italcornici, Milano
- 1994: Galleria Libreria Derbylius, Milano
- 1995: Archivio di Nuova Scrittura, Milano
- 1995: Studio Caterina Guaco, Genova
- 1996: Sarenco's Club, Verona
- 1996: Galleria Vinciana, Milano
- 1997: Galleria Derbylius, Milano
- 1999: Galleria dell'Italcornici, Milano
- 1999: Studio Caterina Gualco, Genova
- 2007: Fondazione Berardelli, Brescia
- 2014: Galleria Derbylius, Milano